# Estádio Benedito Soares Mota
Estádio Benedito Soares da Mota é um estádio de futebol localizado na cidade de Três Lagoas, no estado de Mato Grosso do Sul. 
Localizado na esquina da Avenida Ranulfo Marques Leal com a Rua Hamilcar Congro Bastos no município de Três Lagoas, Estado de Mato Grosso do Sul. 
É o estádio que representa a cidade para os principais eventos futebolísticos do estado e do Brasil.